# Disopiramida
Disopiramida (DCI, nomes comerciais Norpace e Rythmodan) é um medicamento antiarrítmico usado no tratamento de taquicardia ventricular. É um bloqueador de canais de sódio e, portanto, classificado como um agente antiarrítmico Classe 1a.  Disopiramida tem um efeito inotrópico negativo no miocárdio ventricular, diminuindo significativamente a contratilidade. Disopiramida também tem um efeito anticolinérgico no coração, o que explica muitos efeitos colaterais adversos. Disopiramida está disponível em formas orais e intravenosas, e tem um baixo grau de toxicidade.

## Mecanismo de ação
A atividade Classe 1a da disopiramida é semelhante a da quinidina na medida em que visa os canais de sódio para inibir a condução. Disopiramida deprime o aumento da permeabilidade ao sódio do miócito cardíaco durante a Fase 0 do potencial de ação cardíaca, por sua vez, diminuindo a corrente interna de sódio. Isso resulta em um limite aumentado para a excitação e uma velocidade diminuída do movimento ascendente.